# Sandžak

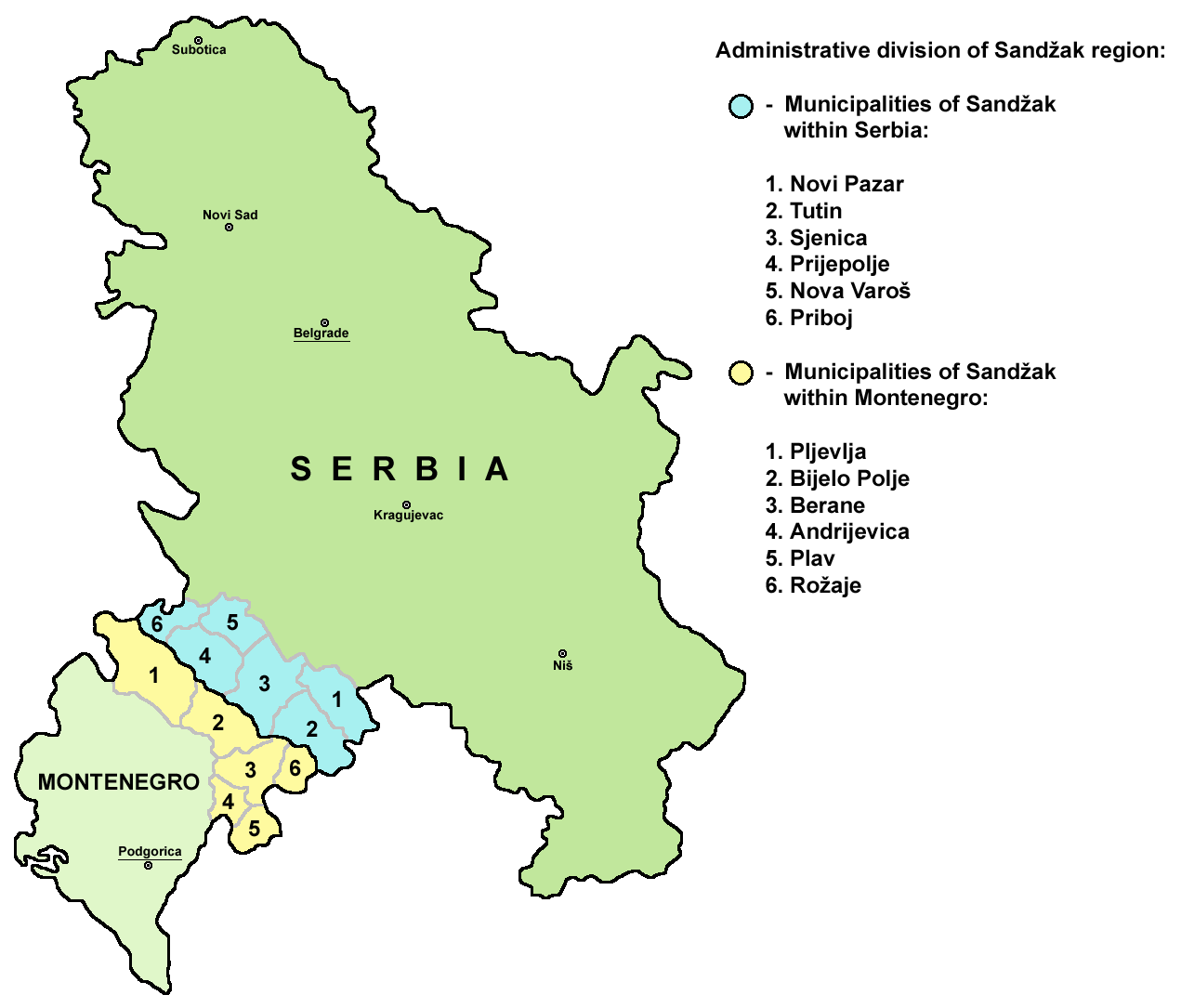
Lage des Sandžak in Serbien und Montenegro (weiteste Definition)

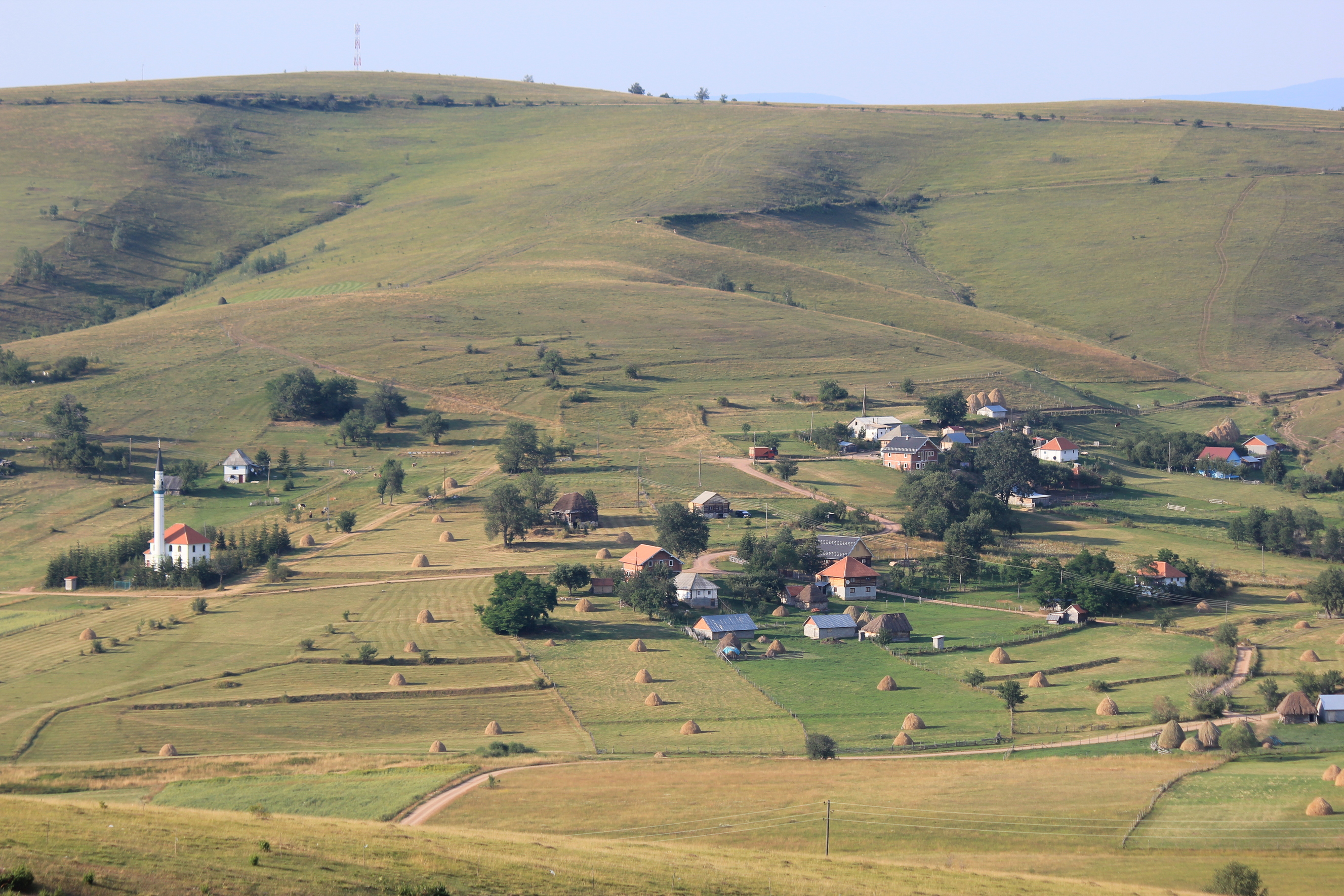
Landschaft im Sandžak (zwischen Sjenica und Tutin, Serbien)

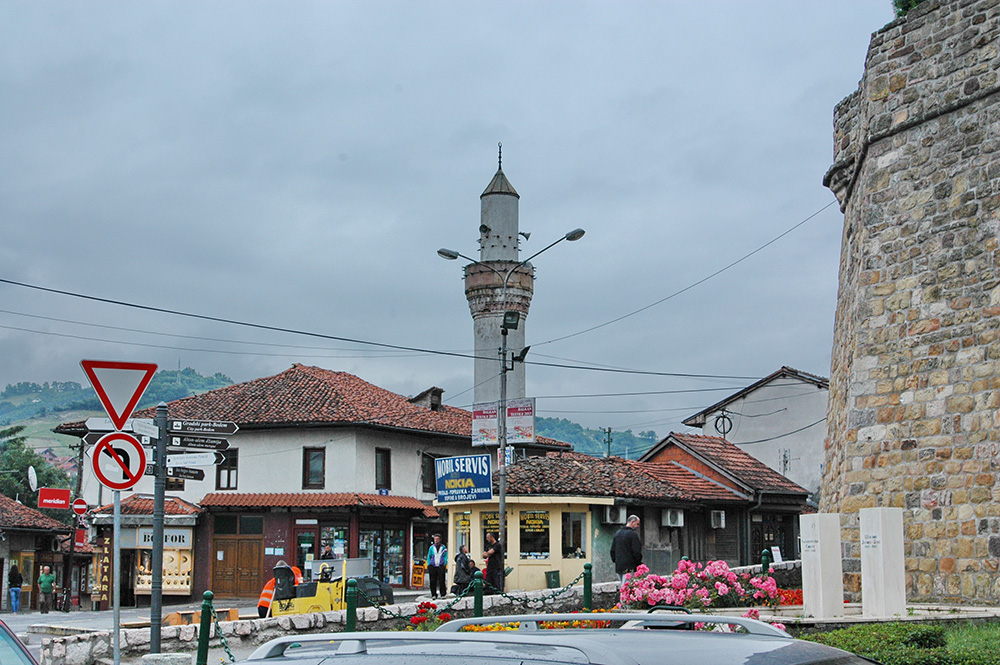
Moschee und Festung in Novi Pazar, der größten Stadt des Sandžak

Der Sandžak oder Sandschak (serbisch-kyrillisch Санџак; albanisch Sanxhak/u) ist eine grenzübergreifende geographische und historische Region im Südwesten Serbiens und Nordosten Montenegros. Er grenzt im Nordwesten an Bosnien und Herzegowina und im Südosten an den Kosovo. Der Name leitet sich vom Sandschak Novi Pazar ab, der bis 1913 eine Verwaltungseinheit des Osmanischen Reichs war. Die Mehrheitsbevölkerung des Sandžak sind slawische Muslime, die sich entweder als Bosniaken oder als „Muslime“ (im nationalen Sinne) identifizieren.
Das Territorium deckt sich teilweise mit dem Gebiet des altserbischen Fürstentums Raszien (serbisch Raška). Vor allem in Serbien wird der Sandžak daher auch als Region Raška bezeichnet, wobei diese zum einen nicht einheitlich definiert ist und zum anderen je nach Definition weit über den eigentlichen Sandžak hinausreicht.

## Administrative Unterteilung

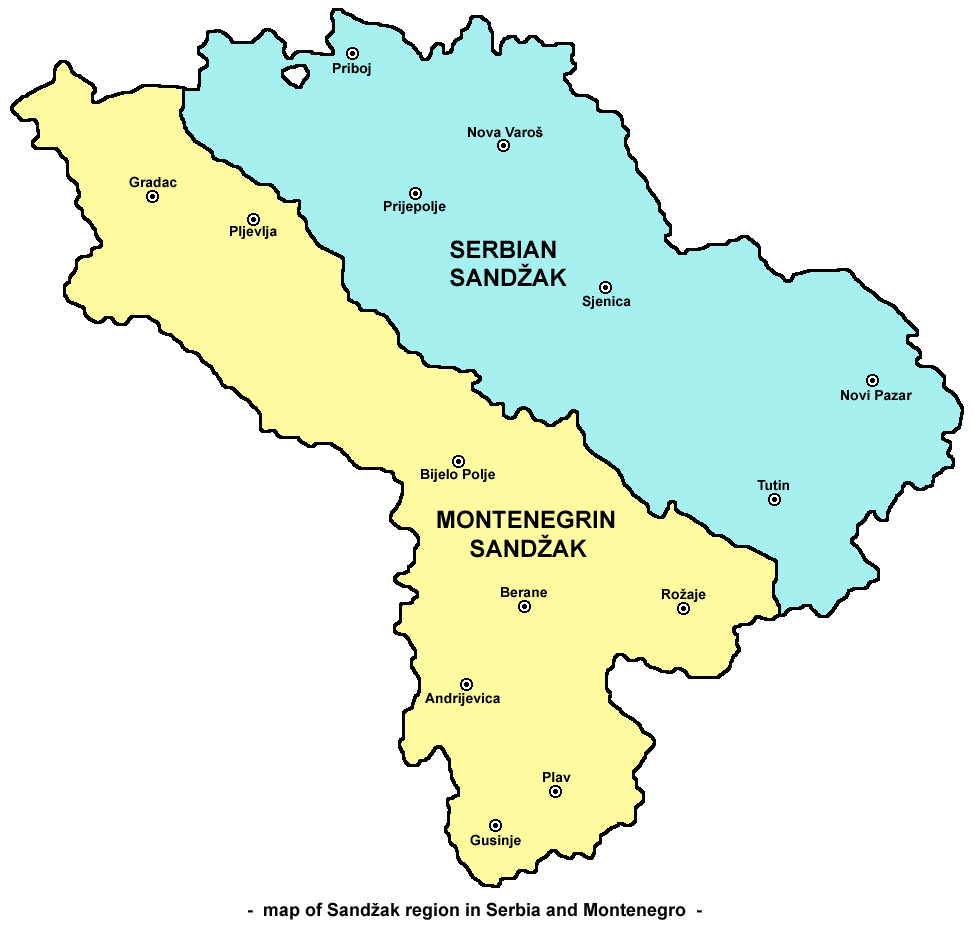
Serbischer Nord- und montenegrinischer Südteil der historischen Region Sandžak (weiteste Definition)

Der Sandžak umfasst auf serbischer Seite die Großgemeinden (Opštine) Novi Pazar und Tutin des Bezirks (Okrug) Raška sowie Nova Varoš, Priboj, Prijepolje und Sjenica des Bezirks Zlatibor.
Auf montenegrinischer Seite sind es die Gemeinden Berane, Petnjica, Bijelo Polje, und Pljevlja. Nach einer weiter gefassten Definition werden auch Rožaje, Plav und Gusinje dazu gezählt, manchmal auch Andrijevica.
Je nach Abgrenzung hat der Sandžak eine Gesamtfläche von 7.100 oder 8.687 km².

## Name und Geschichte

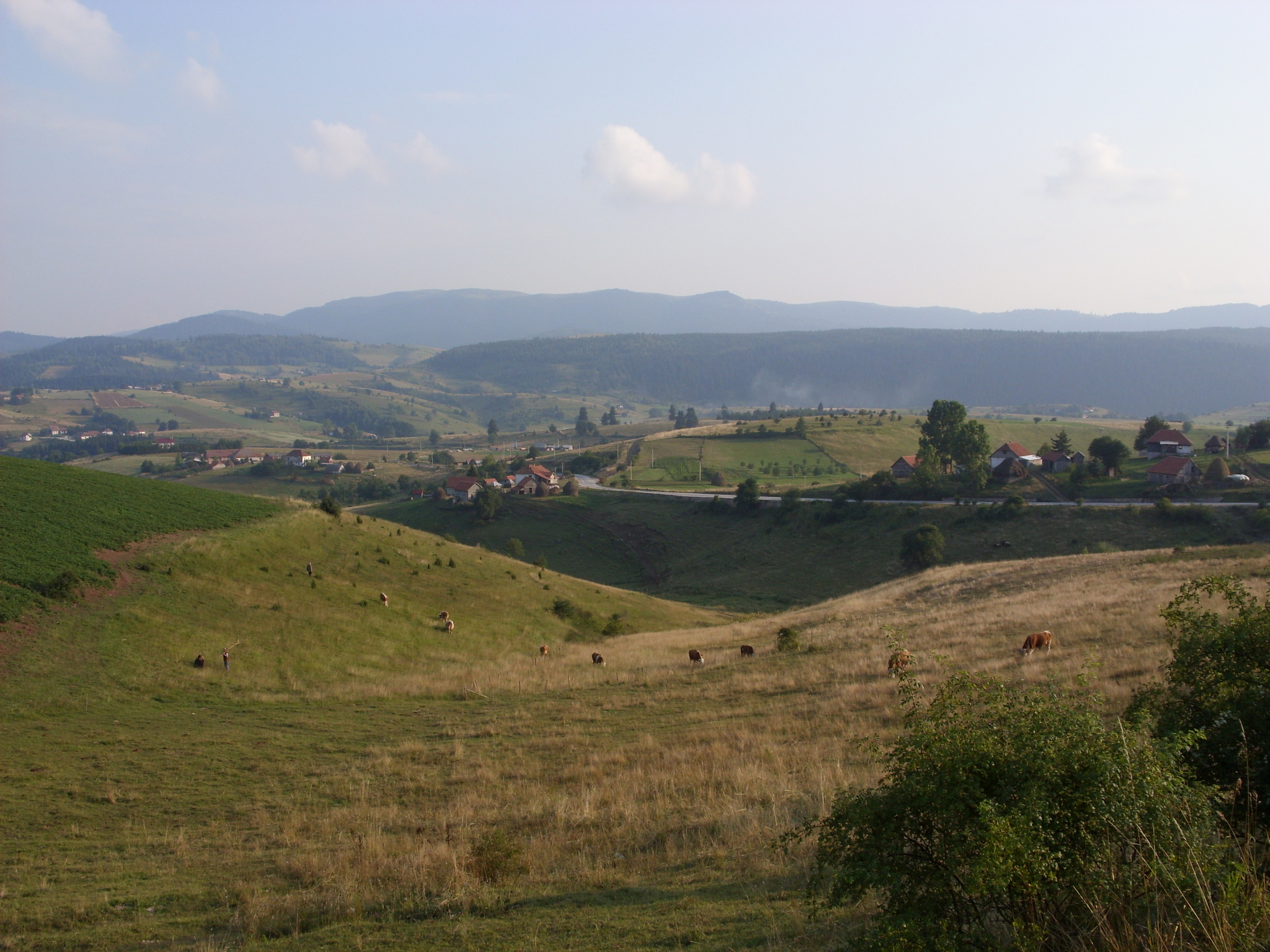
Landschaft im Sandžak zwischen Nova Varoš und Sjenica

Der Name der Region geht auf den osmanischen Sandschak Novi Pazar zurück. Sandschak (osmanisch سنجاق Sancak, deutsch ‚Fahne, Banner‘) war im Osmanischen Reich eine generische Bezeichnung für eine Unterabteilung in der Provinzialverwaltung. Ein Sandschak mit der Hauptstadt Novi Pazar (türkisch Yeni Pazar) wurde aus dem Eyâlet Bosnien herausgelöst. Er bildete ein Puffergebiet zwischen den autonomen Fürstentümern Serbien und Montenegro und eine Verbindung des Kernlands des Osmanischen Reichs mit Bosnien und der Herzegowina.
Das Osmanische Reich musste auf dem Berliner Kongress 1878 die Souveränität Serbiens und Montenegros anerkennen und die Okkupation (endgültige Annexion 1908) Bosniens und der Herzegowina durch Österreich-Ungarn akzeptieren; dagegen konnte es den Sandschak Novi Pazar behalten. Österreich-Ungarn bekam jedoch ein militärisches Mandat für das Gebiet, um serbisch-montenegrinische Einheitsbestrebungen unterbinden zu können. Der montenegrinische Südteil um Plav, Rožaje und Gusinje blieb nach der Schlacht von Nokšić bis 1913 auch unter osmanischer Herrschaft.
Erst nach dem Ersten Balkankrieg wurde der Sandschak von Novi Pazar durch den Londoner Vertrag von 1913 zwischen Serbien und Montenegro aufgeteilt.
Bei der letzten Volkszählung vor dem Zweiten Weltkrieg im Jahr 1931 waren über 56 % der Bevölkerung des Sandžak orthodoxe Christen (Serben und Montenegriner), 43 % waren Muslime (ganz überwiegend Bosniaken, mit einer kleinen albanischen Minderheit), weniger als ein Prozent Katholiken. Während des Krieges vertrieben serbisch-nationalistische Tschetniks Muslime aus den westlichen Teilen des Sandžak. Infolgedessen gibt es bis heute im Westen der Region eine deutliche Mehrheit von Serben, während sich die Bosniaken im Ostteil konzentrieren.
Während der Befreiungsphase des Zweiten Weltkriegs hatte der Sandžak kurze Zeit eine größere Eigenständigkeit. Im November 1943 bildete sich eine eigene Landesversammlung (ZAVNO) des Sandžak im Antifaschistischen Rat der Nationalen Befreiung Jugoslawiens (AVNOJ), die auch auf der zweiten Sitzung des AVNOJ in Jajce am 29. November 1943 vertreten war. Moša Pijade erwähnte in seiner Deklaracija o narodnoj vlasti vom April 1944 den Sandžak ausdrücklich als konstitutiven Bestandteil des künftigen föderalen Jugoslawiens. Als die Landesversammlung von Montenegro 1944 den Anspruch erhob, auch den Sandžak zu vertreten, wies das Zentralkomitee der Kommunistischen Partei Jugoslawiens (KPJ) dies klar zurück. Welche Form der Autonomie der Sandžak bekommen sollte, war jedoch ungeklärt. Im Gespräch war zeitweise der Status einer autonomen Provinz innerhalb der Teilrepublik Bosnien und Herzegowina. Im Februar 1945 entschied sich das Präsidium des AVNOJ letztendlich aber, dem Sandžak gar keine Autonomie zuzubilligen. Es gäbe keine „nationale Basis“ für eine autonome Einheit und könne sonst Vorbild für ein „unangebrachtes und irrationales Zerbröseln“ Jugoslawiens sein.
Die muslimische Bevölkerung wurde gedrängt, sich als Serben, Kroaten, Türken oder „undefiniert“ zu bezeichnen. Erst die Verfassung von 1974 erkannte die „Muslime“ (nicht jedoch die Sandžakaner) als eigene nationale Gruppe an. Zwischen 1961 und 1991 verdoppelte sich die muslimische Bevölkerung im Sandžak, während die serbische und montenegrinische deutlich zurückging.
Nach dem Zerfall Jugoslawiens Anfang der 1990er-Jahre stellte sich die Identitätsfrage erneut. Eine Mehrheit der Muslime des Sandžaks entschied sich, den slawischen Muslimen in Bosnien und Herzegowina zu folgen und sich als Bosniaken zu bezeichnen. Die serbische Führung lehnte dies jedoch ab und sprach von „Serben islamischen Glaubens“. Im Oktober 1991 stimmte nach Angaben der im „Muslimischen Nationalrat“ zusammengeschlossenen Organisatoren eine Mehrheit der Bevölkerung des serbischen Sandžak in einem Referendum für eine Autonomie der Region und das Recht sich in eine der „souveränen Republiken“ zu integrieren – was vor allem nach Vorstellung der auch im Sandžak aktiven bosniakischen Partei der demokratischen Aktion (SDA) wohl einen Anschluss an Bosnien und Herzegowina bedeutet hätte. Die serbische Regierung bezweifelte jedoch die Ergebnisse und lehnte die Abstimmung als „illegal, unnötig und unsinnig“ ab. Im Januar 1992 gab es ein weiteres Referendum für einen „Sonderstatus“. Wenige Monate später bildeten sandžakische Muslime ein eigenes Parlament. Keine dieser Initiativen wurde allerdings von der serbischen Führung unter Slobodan Milošević anerkannt, der jede Form der Selbstverwaltung ablehnte. Während der Jugoslawienkriege kam es zu „ethnischen Säuberungen“ im serbischen Priboj und im montenegrinischen Pljevlja.
Nach dem Sturz Miloševićs organisierten der „Intellektuelle Zirkel Sandžak“, die „Menschenrechtsorganisation Sandžak“ und das „Bürgerforum“ im März 2001 eine Konferenz in Novi Pazar unter dem Titel „Sandžak und Bosniaken zwischen Serbien und Montenegro“. Dort bekräftigten sie die Verwendung des Volksnamens ‚Bosniaken‘ und wiesen die Bezeichnung ‚Muslime‘ als ethnische oder nationale Kategorie zurück. Die Identifikation ‚Bosniake‘ drückt ihrer Ansicht nach aus, dass sich die ethnische und kulturelle Zugehörigkeit nicht nur über die Religion definiert. Ein Streben nach Abtrennung von der damaligen Bundesrepublik Jugoslawien (und Beitritt zu Bosnien) ging damit nicht einher. Ebenfalls lehnten die Bosniaken des Sandžak die Unabhängigkeit Montenegros überwiegend ab, weil dadurch Familien durch die neue Staatsgrenze getrennt würden.

## Bevölkerung

Verbreitung von Bosniaken und slawischen Muslimen in Serbien und Montenegro (Volkszählung von 2002/03): Es lässt sich eine starke Konzentration im Sandžak erkennen.

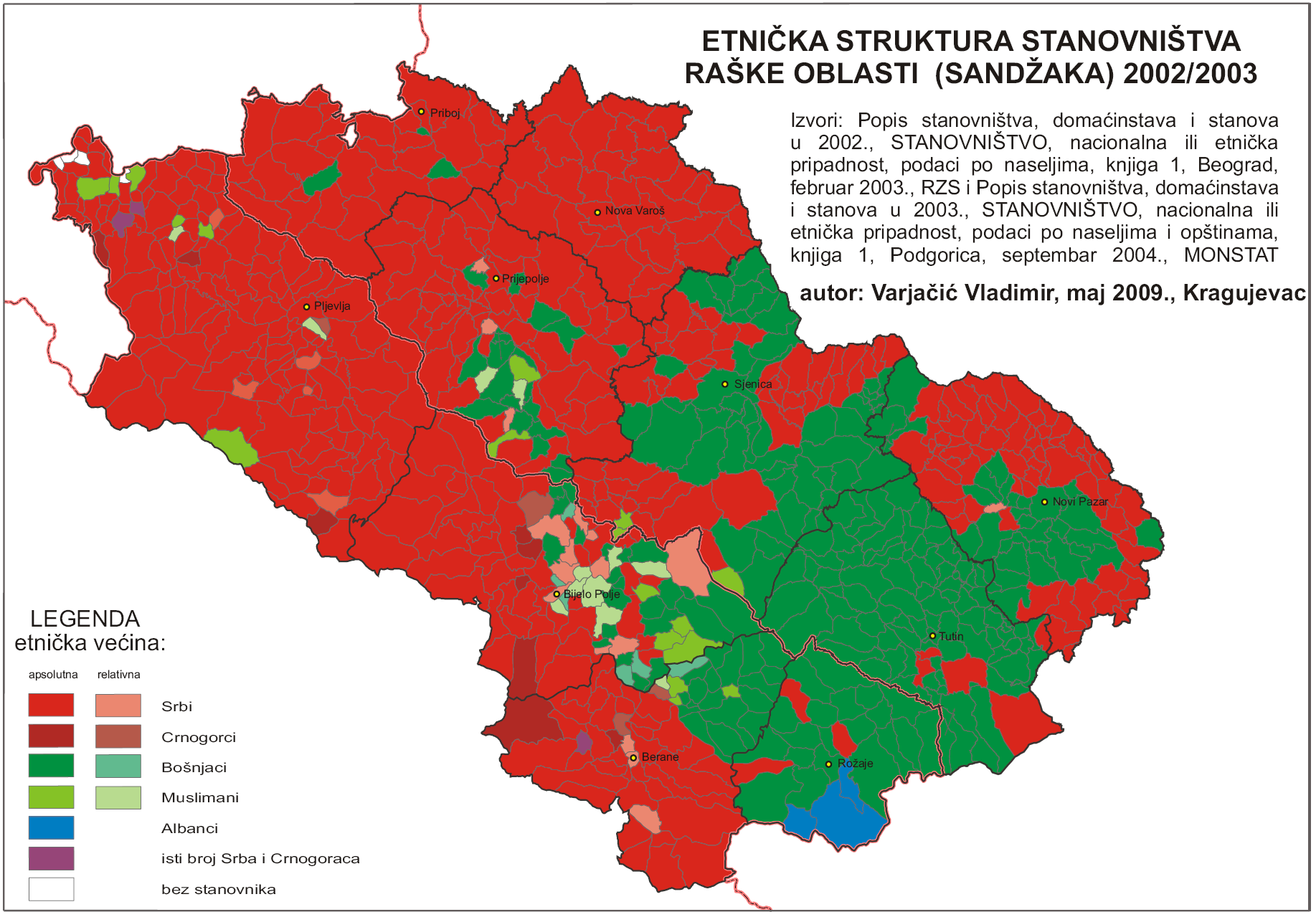
Verteilung der ethnischen Mehrheiten in den zum Sandžak gezählten Großgemeinden: Bosniaken grün, Serben rot, Montenegriner dunkelrot, „Muslime“ (im nationalen Sinne) hellgrün. Kräftigere Farben zeigen eine absolute, blassere eine relative Mehrheit der jeweiligen Gruppe an.

Laut den Volkszählungen in Serbien und in Montenegro im Jahre 2011 lebten in den zwölf Großgemeinden, die zum Gebiet des Sandžak (nach der weitesten Definition) zählen, insgesamt 390.737 Menschen. Bei der Volkszählung in Serbien und Montenegro in den Jahren 2002 und 2003 waren es noch 426.044 gewesen. Davon entfielen etwa 60 % auf Serbien, 40 % auf Montenegro. Im serbischen Teil belief sich die Bevölkerungszahl auf 238.787 (2002: 235.567), während im montenegrinischen Teil 151.950 (2003: 190.477) Menschen lebten.

### Ethnien
Im Folgenden werden die größten ethnischen Gruppen und ihre Zahl genannt. Die Identität der Muslime im Sandžak ist nicht einheitlich, so lassen sich die Muslime als Bosniaken, Muslime (im nationalen Sinne) oder teilweise als Serben oder Montenegriner registrieren. Heute stellen die Bosniaken einen großen Bevölkerungsteil, gefolgt von Serben und Montenegrinern.
Nach den Bevölkerungsdaten Serbiens von 2011 gab es in den sechs serbischen Großgemeinden, die zum Sandžak zählen, drei mit einer serbischen und drei mit einer bosniakischen Bevölkerungsmehrheit. Auf montenegrinischer Seite gab es nach der Bevölkerungsstatistik desselben Jahres zwei Großgemeinden mit bosniakischer, zwei mit serbischer Mehrheit und zwei mit einer gemischten Bevölkerung, in denen es jedoch mehr Serben als Bosniaken gab.
Ethnische Gruppen im Sandžak:
- Bosniaken = 189.186 (48,42 %)
- Serben = 132.345 (33,87 %)
- Montenegriner = 28.323 (7,25 %)
- Muslime (im nationalen Sinne) = 23.900 (6,12 %)

Ethnische Gruppen im serbischen Teil des Sandžak:
- Bosniaken = 142.373 (59,62 %)
- Serben = 77.565 (32,48 %)
- Muslime (im nationalen Sinne) = 12.441 (5,21 %)

Ethnische Gruppen im montenegrinischen Teil des Sandžak:
- Serben = 54.780 (36,05 %)
- Bosniaken = 46.813 (30,81 %)
- Montenegriner = 28.009 (18,43 %)
- Muslime (im nationalen Sinne) = 11.459 (9,88 %)
- Albaner = 3.778 (2,49 %)

Die Großgemeinden mit dem höchsten bosniakischen/muslimischen Bevölkerungsanteil sind Tutin (93,51 %), Rožaje (88,46 %), Novi Pazar (81,21 %) und Sjenica (78,55 %).
Die Großgemeinden mit dem höchsten serbischen Bevölkerungsanteil sind Nova Varoš (89,55 %), Priboj (75,86 %), Andrijevica (61,86 %, diese gehört nur zum Sandžak im weiteren Sinne).
Die Großgemeinden mit dem höchsten montenegrinischen Bevölkerungsanteil ist Andrijevica (32,46 %), die mit dem höchsten albanischen Plav (18,88 %).

### Sprachen
Im Folgenden werden die Muttersprachen der Bevölkerung der zum Sandžak gezählten Großgemeinden Serbiens und Montenegros nach Angaben der nationalen Statistikämter von 2011 aufgeführt.
Muttersprachen im Sandžak:
- Bosnisch = 170.936 (43,75 %)
- Serbisch = 162.124 (41,49 %)
- Montenegrinisch = 40.790 (10,44 %)
- Albanisch = 4.056 (1,04 %)

Muttersprachen im serbischen Teil des Sandžak:
- Bosnisch = 137.524 (57,59 %)
- Serbisch = 95.481 (39,99 %)

Muttersprachen im montenegrinischen Teil des Sandžak:
- Serbisch = 66.643 (43,86 %)
- Montenegrinisch = 40.727 (26,8 %)
- Bosnisch (oder „Bosniakisch“)[13] = 33.412 (21,99 %)
- Albanisch = 3.770 (2,48 %)

Höchster Anteil Serbischsprecher: Nova Varoš (96,17 %), Priboj (85,65 %), Andrijevica (76,97 %). Höchster Anteil Bosnischsprecher: Tutin (89,83 %), Novi Pazar (74,20 %), Sjenica (72,97 %). Höchster Anteil Montenegrinischsprecher: Bijelo Polje (36,85 %). Höchster Anteil Albanischsprecher: Plav (18,27 %).

### Religionen
Religionen im Sandžak
- Muslime = 222.615 (56,97 %)
- Orthodoxe Christen = 157.664 (40,35 %)

Religionen im serbischen Teil des Sandžak
- Muslime = 156.575 (65,57 %)
- Orthodoxe Christen = 76.590 (32,07 %)

Religionen im montenegrinischen Teil des Sandžak
- Orthodoxe Christen = 81.074 (53,36 %)
- Muslime = 66.040 (43,46 %)

Höchster Anteil Orthodoxe: Andrijevica (96,81 %, gehört nur zum Sandžak im weiteren Sinne), Nova Varoš (87,25 %), Pljevlja (79,08 %).
Höchster Anteil Muslime: Rožaje (94,95 %), Tutin (93,79 %), Novi Pazar (82,37 %), Sjenica (79,21 %).

## Politik

Wappen der Bosniaken im Sandžak

Mit dem sandžakischen Zweig der bosniakischen Partei der demokratischen Aktion (Stranka demokratske akcije, SDA), die seit 1990 von Sulejman Ugljanin geführt wird, der Demokratischen Partei des Sandžak (Sandžačka demokratska partija, SDP), und der von Muamer Zukorlić gegründeten Partei für Gerechtigkeit und Versöhnung (Stranka Pravde i Pomirenja, SPP) gibt es im Wesentlichen drei Parteien, die den Anspruch erheben, die Interessen der Region und insbesondere der muslimischen Bevölkerung politisch zu vertreten. Die Nichtregierungsorganisation Kosova për Sanxhakun befasst sich mit den Interessen der albanischen Minderheit dort. 

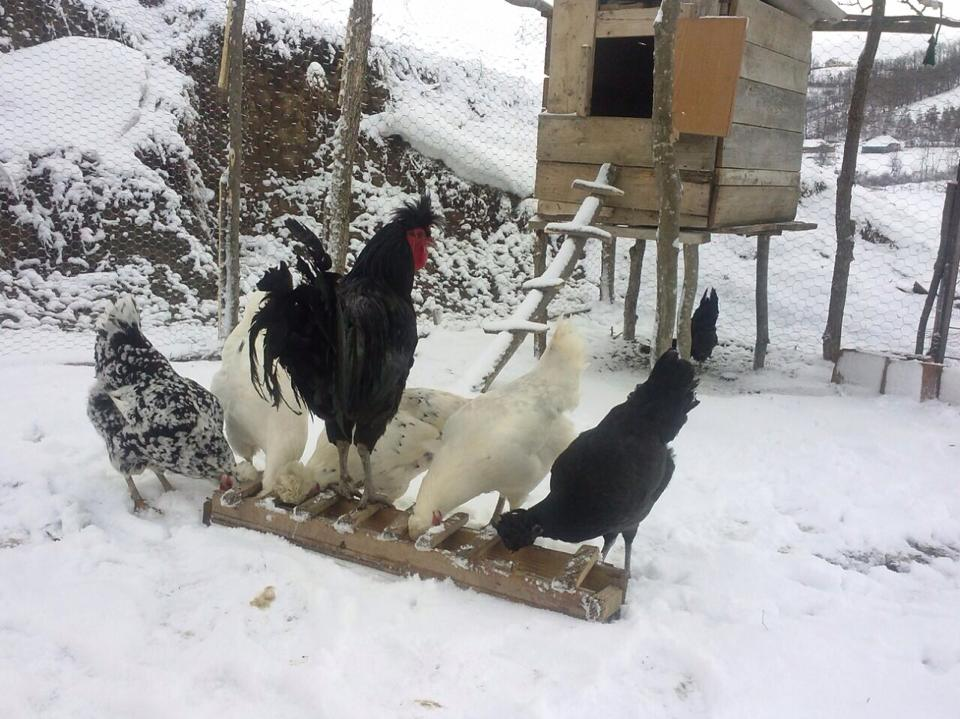
Gruppe von Sandschak-Krähern

## Nutztiere
Bekannt ist eine in Sandžak heimische Hühnerrasse, namens Sandschak-Kräher. Sie gehört zu den Langkräherrassen und wird aufgrund der großen Ähnlichkeit mit dem etwas leichteren Kosovo-Kräher als Unterrasse des Zweitgenannten gerechnet.